# Henrik Nilsson
Henrik Nilsson (n. 15 februarie 1976, Nyköping, Södermanlands län, Suedia) este un caiacist ce a reprezentat Suedia, medaliat olimpic. A participat la 4 ediții ale Jocurilor Olimpice (1996, 2000, 2004, 2012) în care a câștigat o medalie de aur și o medalie de argint.